# CIE XYZ

Diagramma di cromaticità CIE 1931

Le funzioni colore dello standard CIE

CIE XYZ è uno dei primi spazi colori definito matematicamente dalla Commissione internazionale per l'illuminazione (CIE) nel 1931. Questo spazio colore deriva da una serie di esperimenti fatti alla fine degli anni venti del XX secolo da W. David Wright e John Guild. I loro risultati sperimentali furono combinati nelle specifiche dello spazio di colore CIE RGB, dal quale CIE XYZ fu derivato.

## Valore tristimolo
L'occhio umano ha fotorecettori per la visualizzazione di colori a media e alta luminosità con picchi di sensitività in lunghezze d'onda brevi (S, 420–440 nm), medie (M, 530–540 nm), e lunghe (L, 560–580 nm).
Così, la sensazione del colore è descritta da tre parametri. Questi valori tristimolo di un colore sono la somma dei 3 colori primari in un modello di colore con 3 componenti additive.
I valori tristimolo di un colore con una distribuzione di potenza spettrale {\displaystyle I(\lambda )} sono date in termini di un osservatore standard da:
{\displaystyle X=\int _{0}^{\infty }I(\lambda )\,{\overline {x}}(\lambda )\,d\lambda }
{\displaystyle Y=\int _{0}^{\infty }I(\lambda )\,{\overline {y}}(\lambda )\,d\lambda }
{\displaystyle Z=\int _{0}^{\infty }I(\lambda )\,{\overline {z}}(\lambda )\,d\lambda }

## X,Y e Z
In questo modello, Y significa luminosità, Z è quasi identico alla stimolazione blu e X è un misto simile alla sensitività rossa della curva dei coni.

## Costruzione dello spazio colore CIE XYZ dai dati di Wright-Guild
I numeri sotto hanno tutti il numero corretto di cifre significative per gli standard CIE: 
{\displaystyle {\begin{bmatrix}X\\Y\\Z\end{bmatrix}}={\frac {1}{b_{21}}}{\begin{bmatrix}b_{11}&b_{12}&b_{13}\\b_{21}&b_{22}&b_{23}\\b_{31}&b_{32}&b_{33}\end{bmatrix}}{\begin{bmatrix}R\\G\\B\end{bmatrix}}={\frac {1}{0.17697}}{\begin{bmatrix}0.49&0.31&0.20\\0.17697&0.81240&0.01063\\0.00&0.01&0.99\end{bmatrix}}{\begin{bmatrix}R\\G\\B\end{bmatrix}}}